# Méthode des six chapeaux
La méthode des six chapeaux, extraite de l'ouvrage Six chapeaux pour penser,, est une méthode de structuration de la pensée personnelle ou de groupe, développée par Edward de Bono, permettant de résoudre les problèmes en favorisant la pensée critique et en évitant la censure précoce des idées nouvelles, dérangeantes ou inhabituelles. Selon Karadag et al., cette méthode permet de développer la pensée créative en présentant et en systématisant des pensées et des suggestions dans un format spécifiquement défini.
Pour cela, les participants sont invités à aborder la question en prenant ensemble tour à tour différents « chapeaux » d'une couleur particulière. L'ordre d'adoption des chapeaux varie en fonction du type de problème.
L'enjeu est de mobiliser un processus de « pensée parallèle » simple et efficace qui aide les gens à sortir des limites de l'étroitesse d'esprit, de la pensée unidirectionnelle et des positions fixes (De Bono, 1985). Il s'agit d'un processus pratique et systématique de réflexion individuelle et en équipe, principalement utile pour la résolution de problèmes, la prise de décision et la génération de solutions innovantes. La démarche traditionnelle de pensée, également connue sous le nom de pensée contradictoire, donne lieu à des réunions trop nombreuses, trop tendues, non productives, dominées par l'ego et favorisant davantage le statu quo que l'apport de changements ou d'innovations.

## La méthode
De Bono a présenté sa méthode dans un ouvrage paru en 1985 sous le titre Six Thinking Hats ; la première publication de la traduction française Les Six Chapeaux de la réflexion date de 1987. La proposition initiale est de développer une méthode de débat plus efficace que la confrontation argumentaire.
Quand il s'agit d'utiliser la méthode lors d'une réunion, le principe est de faire l'effort d'endosser tous les modes de pensée à tour de rôle (ou de les reconnaître chez les autres intervenants). Une séquence d'utilisation des chapeaux est déterminée à l'avance selon le problème à traiter (exemple : tous les participants pensent d'abord en chapeau blanc, ensuite en rouge, puis en noir, etc.) ; chacun des intervenants doit utiliser le mode de pensée relié au chapeau déterminé par la séquence.
Ce système a pour vocation de créer un climat de discussion cordial et créatif et facilite la contribution de chacun. Cela permet à tous d'être sur la même longueur d'onde en même temps et les idées des uns provoquent les idées des autres. Gelatt y voit un moyen de penser et de décider de manière plus créative. On peut résoudre les problèmes plus rapidement en concentrant sa pensée sur une même tâche à accomplir. Les idées nouvelles sont protégées du risque d'être contrées par une critique immédiate et peuvent donc se développer.
Kivunja note que dans un contexte d'apprentissage de la pensée critique, la variété des chapeaux de couleur permet de faire comprendre aux élèves qu'ils doivent être prêts à essayer des approches variées pour résoudre les problèmes, et que dans le cours normal d'une réflexion, il est assez courant d'utiliser plusieurs chapeaux de couleur simultanément, sans que ce soit conscientisé. En outre, il importe de dire aux élèves qu'il n'existe pas de séquence fixe dans laquelle les chapeaux doivent être mobilisés. Cela dépend de la nature du problème à résoudre. Par exemple, un problème peut nécessiter de commencer par une explication détaillée de ce problème et de ce qu'on en sait (réflexion en chapeau blanc) avant de pouvoir tenter de le résoudre. Dans une autre situation, il sera plus judicieux de commencer par donner la parole à un orateur motivé qui convaincra ses partenaires d'une opportunité d'investissement très prometteuse (pensée « chapeau jaune »).

## Les différents chapeaux[1]

### Chapeau blanc
La neutralité : lorsqu'il porte le chapeau blanc, le penseur énonce des faits purement et simplement. La personne alimente le groupe en chiffres et en informations. C'est l'image de la froideur, le goût de la simplicité, le minimalisme.

### Chapeau rouge
La critique émotionnelle : avec le chapeau rouge, le penseur rapporte ses informations teintées d'émotions, de sentiments, d'intuitions et de pressentiments. Il n'a pas à se justifier auprès des autres chapeaux. C'est « le feu, la passion, l'intuition ».

### Chapeau noir
La critique négative : lorsqu'il porte le chapeau noir, le penseur fait des objections en soulignant les dangers et risques qui attendent la concrétisation de l'idée. C'est l'avocat du diable ! C'est la prudence, le jugement négatif.

### Chapeau jaune
La critique positive : lorsqu'il porte le chapeau jaune, le penseur admet ses rêves et ses idées les plus folles. Ses commentaires sont constructifs et tentent de mettre en action les idées suggérées par les autres membres du groupe. C'est le « soleil et l'optimisme ».

### Chapeau vert
La créativité : lorsqu'il porte le chapeau vert, le penseur provoque, recherche des solutions de rechange. Il s'inspire de la pensée latérale, d'une façon différente de considérer un problème. Il sort des sentiers battus et propose des idées neuves. C'est la fertilité des plantes, « la semence des idées ».

### Chapeau bleu
L'organisation : c'est le meneur de jeu, l'animateur de la réunion qui canalise les idées et les échanges entre les autres chapeaux. C'est le bleu du « ciel qui englobe tout ».